# Libération
Libération – francuski dziennik, którego pierwszy numer ukazał się 18 kwietnia 1973 roku. Gazetę założyli wspólnie Jean-Paul Sartre, Serge July, Philippe Gavi, Bernard Lallement i Jean-Claude Vernier. 
Początki dziennika sięgają roku 1972, kiedy to Jean-Claude Vernier, były słuchacz paryskiej Szkoły Głównej, spotkał w Bruay-en-Artois, górniczej gminie w północnej Francji dziennikarza Jean-René Huleu, który wydawał tam niewielką, lokalną gazetę „Pirat”, która poświęcona była problemom robotników i górników, stanowiących gros mieszkańców regionu. Vernier wrócił do Paryża zafascynowany inicjatywą Huleu i zaczął snuć plany założenia ogólnofrancuskiego dziennika adresowanego do czytelników o poglądach lewicowych. 
Pomysł przypadł do gustu Benny’emu Lévy’iemu, szefowi Lewicy Robotniczej, organizacji o charakterze komunistycznym, skupiającej młodzież o poglądach maoistowskich i marksistowskich. Czując poparcie młodej inteligencji lewicowej, Vernier zdecydował się na założenie dziennika, któremu nadał tytuł „Libération” („Wyzwolenie”). W inicjatywę czynnie zaangażował się czołowy filozof francuski Jean-Paul Sartre, znany ze swego przywiązania do ideologii lewicowej.
Założeniem dziennika było „udzielenie głosu ludowi”. Według założenia założycieli miało nie być w nim reklam ani ogłoszeń. Wobec poważnych kłopotów finansowych, dziennik przestał ukazywać się w lutym 1981 roku, by ponownie pojawić się w kioskach 13 maja tego roku, już w nowej formule i z nową redakcją. Nowy właściciel, Serge July i nowy redaktor naczelny, Jean-Marcel Bouguereau zachował co prawda część redakcji dawnej „Libération”, jednakże orientacja dziennika uległa diametralnej zmianie, i z gazety o charakterze stricte lewicowym, stała się ona periodykiem o charakterze socjaldemokratycznym. Zmiana ta wzbudziła oburzenie wśród przedstawicieli tak zwanego „Pokolenia 68’”, uczestników buntów studenckich roku 1968, którzy oskarżyli July’ego o zdradę „ideałów lewicy”. 
W 2005, w związku z kłopotami finansowymi dziennika, znalazł się inwestor gotowy wspomóc zarząd gazety: Édouard de Rothschild, bankier francuski. Przedłużające się konflikty między inwestorem a Sergem July doprowadziły do dymisji tego ostatniego, 13 czerwca 2006 roku. Na łamach Le Monde, 4 lipca 2006, ukazał się artykuł July'ego podsumowujący ten trudny dla gazety okres. 
20 listopada 2006, w wyniku pogłębiającego się kryzysu, Laurent Joffrin, były redaktor naczelny Le Nouvel Observateur, stanął na czele dziennika, zastępując na tym stanowisku Vittorio De Filippisa. 
Dzienny nakład Libération to 144 000 egzemplarzy.